# YCG-14滑翔機
Chase YCG-14(也稱為G-14或Model MS.1，是第二次世界大戰期間由大通飛機公司為美國陸軍航空軍製造的突擊滑翔機。這架飛機在原型機階段就已取消，並被更大、改優良的滑翔機設計取代

## 發展
CG-14是大通公司1943年成立後開發的第一架飛機，並早於CG-10。XG-14由海洋級桃花心木製成，因為雲杉被用於戰爭中更高優先級的項目，與之前的滑翔機相比，XG-14具有改進的碰撞保護功能。
XCG-14於1945年1月4日首飛，並在成功的飛行試驗後，該飛機開發出兩個改進版本：由木材和金屬混合製成的XCG-14A和放大版的YCG- 14A。
CG-14是戰爭結束後少數繼續進行的滑翔機項目之一；然而，它很快就被改良型飛XCG-18所取代。

## 型號

### Variants
Chase MS.1
公司編號的XCG-14
XCG-14
全木製16座原型機，共1架
XCG-14A
木製和金屬混合的XCG-14，24座
YCG-14A/YG-14A
XCG-14A的原型生產版本，被XCG-14B取代
Chase MS.7
公司編號的XCG-14B
XCG-14B/XG-14B
放大改良的型號，重新命名為XCG-18，共2架